# Кларксвілл-Сіті (Техас)
Кларксвілл-Сіті (англ. Clarksville City) — місто (англ. city) в США, в округах Грегг і Апшер штату Техас. Населення — 780 осіб (2020).

## Географія
Кларксвілл-Сіті розташований за координатами 32°32′2″ пн. ш. 94°53′41″ зх. д. / 32.53389° пн. ш. 94.89472° зх. д. (32.534006, -94.894744).  За даними Бюро перепису населення США в 2010 році місто мало площу 16,83 км², з яких 16,41 км² — суходіл та 0,42 км² — водойми.

## Демографія
Згідно з переписом 2010 року, у місті мешкало 865 осіб у 311 домогосподарстві у складі 224 родин. Густота населення становила 51 особа/км².  Було 350 помешкань (21/км²).
Расовий склад населення:
| - 87,2 % — білих - 3,8 % — чорних або афроамериканців - 0,9 % — корінних американців - 4,9 % — осіб інших рас |

До двох чи більше рас належало 3,2 %. Частка іспаномовних становила 8,6 % від усіх жителів.
За віковим діапазоном населення розподілялося таким чином: 23,6 % — особи молодші 18 років, 60,6 % — особи у віці 18—64 років, 15,8 % — особи у віці 65 років та старші. Медіана віку мешканця становила 39,4 року. На 100 осіб жіночої статі у місті припадало 113,6 чоловіків;  на 100 жінок у віці від 18 років та старших — 113,9 чоловіків також старших 18 років.
Середній дохід на одне домашнє господарство  становив 59 355 доларів США (медіана — 51 364), а середній дохід на одну сім'ю — 64 750 доларів (медіана — 60 515). За межею бідності перебувало 11,8 % осіб, у тому числі 6,5 % дітей у віці до 18 років та 14,8 % осіб у віці 65 років та старших.
Цивільне працевлаштоване населення становило 352 особи. Основні галузі зайнятості: освіта, охорона здоров'я та соціальна допомога — 18,2 %, роздрібна торгівля — 15,6 %, виробництво — 15,3 %.